# Unione Patriottica per la Democrazia e il Progresso
L'Unione Patriottica per la Democrazia e il Progresso (in francese: Union Patriotique pour la Démocratie et le Progrès - UPDP) è un partito politico di ispirazione socialista fondato nella Repubblica del Congo nel 2007.

## Risultati elettorali
- Elezioni parlamentari del 2007: 2 seggi
- Elezioni parlamentari del 2012: 2 seggi.